# Mercato delle Erbe (Ancona)
Il Mercato delle Erbe di Ancona è una struttura in stile liberty in ferro e ghisa costruita nel 1926 su progetto dell'ingegnere capo dell'ufficio tecnico comunale, Federico Federiconi.

## Storia

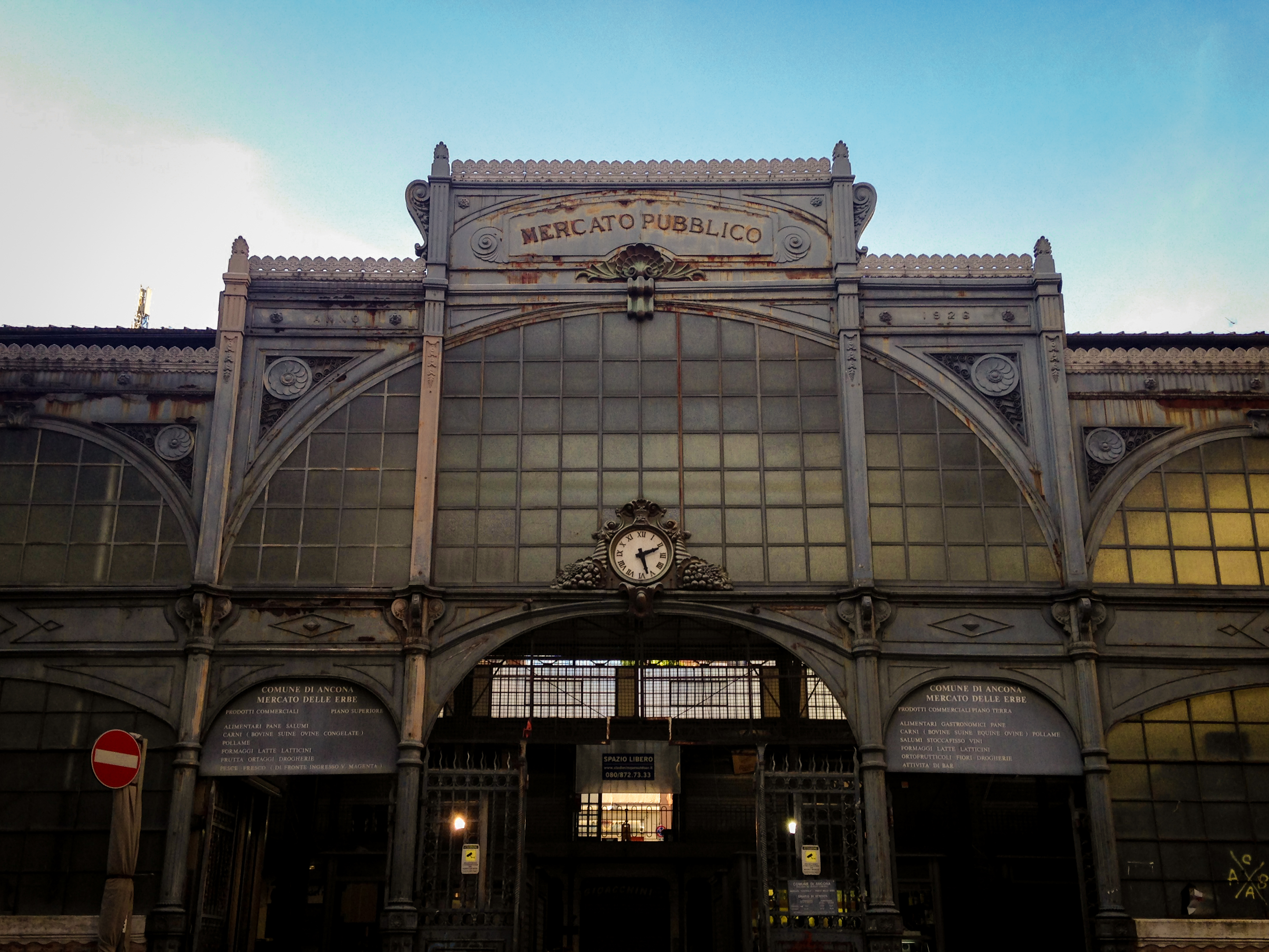
Facciata principale

La struttura è stata ideata per dare una copertura al mercato all'aperto che si teneva già in Piazza delle Erbe. Il progetto è stato elaborato dall'ingegnere capo dell'ufficio tecnico comunale, Federico Federiconi, che adottò lo stile liberty delle architettura in ferro, come in altri mercati coperti costruiti tra la fine dell'Ottocento e la prima metà del Novecento in Italia e in Europa.
I lavori edilizi furono eseguiti dagli operai del cantiere navale usando in parte il metallo delle navi austriache cedute all'Italia in risarcimento dei danni della Prima guerra mondiale e tra esse la corazzata SMS Erzherzog Franz Ferdinand, che aveva cannoneggiato Ancona il 24 maggio 1915), ossia proprio nel primo giorno di guerra.

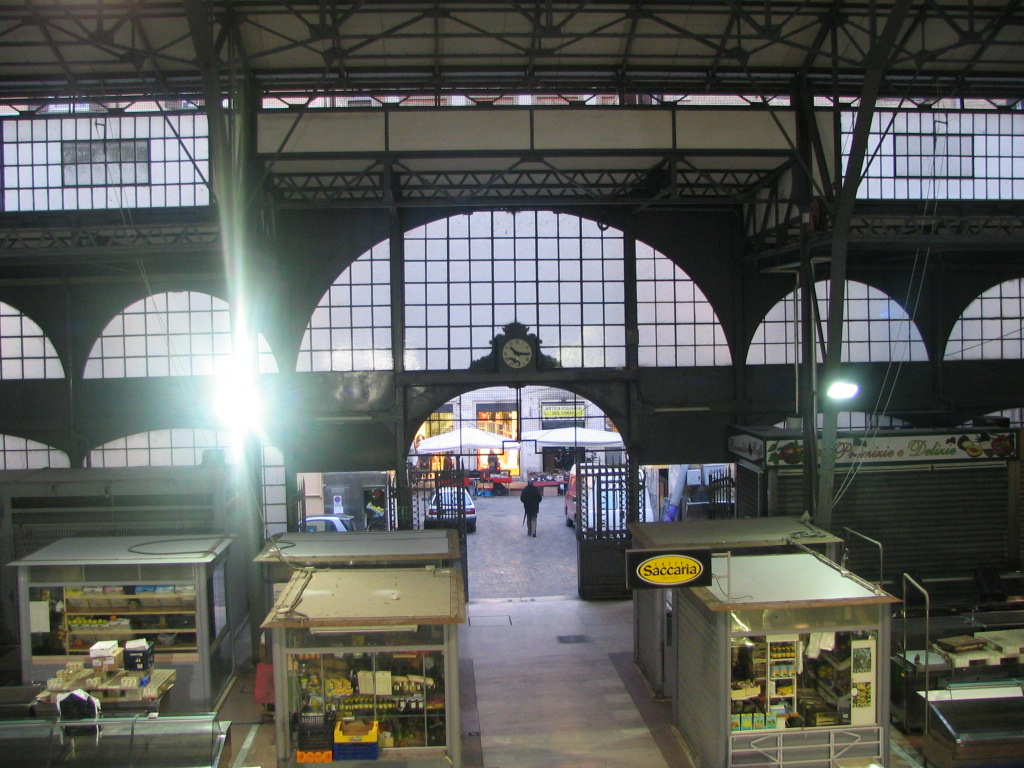
Interno

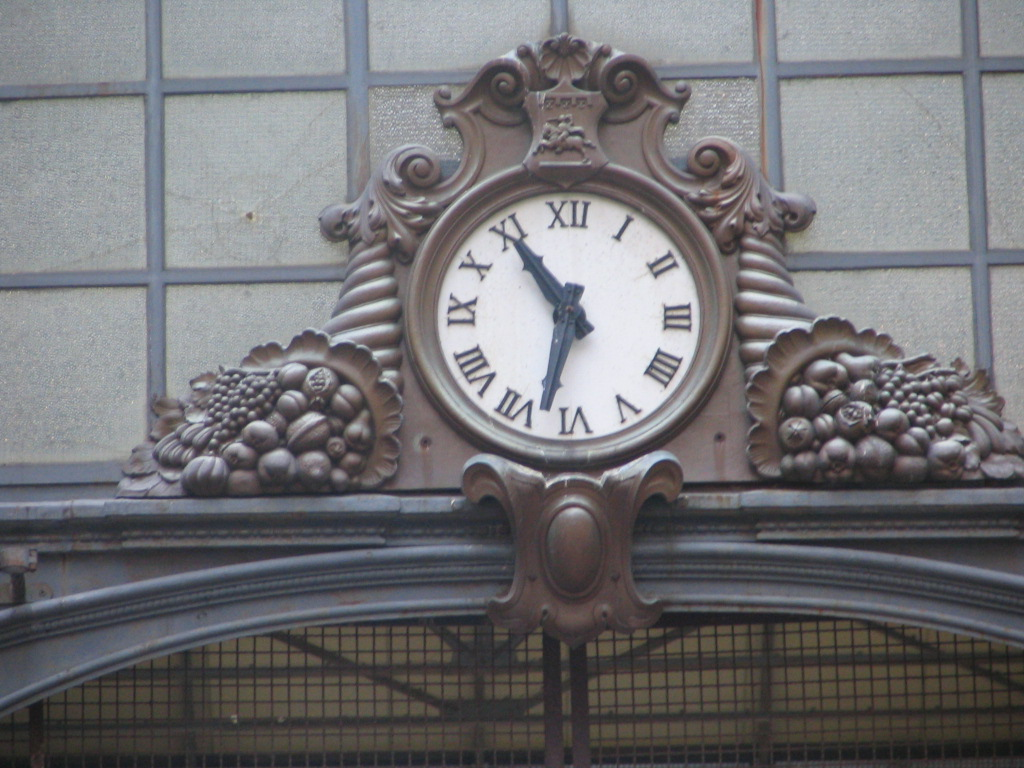
Particolare con l'orologio posto sopra all'ingresso, incorniciato da due cornucopie, simbolo di abbondanza

## Descrizione
Il Mercato delle Erbe è ubicato lungo la parte alta di corso Mazzini (corso vecchio), in posizione centralissima.
L'edificio conserva ancora la destinazione originaria di principale mercato cittadino coperto; la struttura, in pregevole stile liberty, è di valore artistico e architettonico. La pianta è rettangolare; i lati lunghi, sui quali si aprono l'ingresso principale e quello posteriore, misurano 40 m, mentre i lati corti sono di 35 m. La struttura si sviluppa su due livelli:
- piano inferiore: simile ad una piazza coperta, ha il lato opposto all'ingresso sotto il livello stradale;
- piano superiore: è un ballatoio affacciato sul piano terra[3].

Sui due fianchi della struttura due strade in salita conducono al livello del piano superiore, dove è posto l'ingresso secondario.
Alcuni mosaici di epoca romana sono stati rinvenuti proprio sotto Corso Mazzini, nel tratto che va dalla traversa del Mercato delle Erbe sino a Piazza Roma. Sono stati protetti con materiali inerti ed è stata riattata la strada con una copertura provvisoria.

## Restauro
Nel gennaio 2024 sono iniziati i lavori di restauro del mercato e il termine dei lavori è previsto per la prima metà del 2026, in concomitanza del centenario dell'inaugurazione del 1926. Per i lavori sono stati stanziati 5,8 milioni di euro. Gli operatori del mercato continuano ad esercitare anche a cantiere avviato.
Oltre a continuare a svolgere il ruolo per il quale è stato costruito, ossia la vendita diretta di prodotti da parte degli agricoltori e dei pescatori della zona, il Mercato delle Erbe è destinato a diventare un luogo ove accogliere manifestazioni culturali e un punto di aggregazione, grazie all'inserimento di bar e ristoranti.
Unitamente al restauro del mercato, è previsto anche il recupero di numerosi mosaici di epoca romana (I secolo a.C. – I secolo d.C.) rinvenuti nelle sue adiacenze durante i lavori di costruzione del mercato stesso nel 1926.